# Nora (Kurzfilm)
Nora ist ein US-amerikanischer Kurzfilm von Alla Kovgan und David Hinton aus dem Jahr 2008. In Deutschland feierte der Film am 4. Mai 2009 bei den Internationalen Kurzfilmtagen in Oberhausen Premiere. Am 14. Juni 2010 wurde der Kurzfilm als Erstausstrahlung auf ARTE gesendet.

## Handlung
Die wahre Geschichte der in Simbabwe geborenen Tänzerin Nora Chipaumire wird von ihr durch Erinnerungen tanzend erzählt.

## Kritiken
„Für seine rauschhaften Farben und ständige Metamorphose von Tanzdelirien, Tagebuchmomenten in Zwischentiteln, Gender auf den Kopf stellende Choreographie und Dorfvignetten, in einer überraschenden Wendung nach der anderen.“

## Auszeichnungen
Ann Arbor Film Festival
- Eileen Maitland Award

Montréal International Festival of Films on Art
- Prize for Creativity

Newport Beach Film Festival
- Special Prize Cinematography Short (Mkrtich Malkhasyan)
- Best Cinematography – Short (Mkrtich Malkhasyan)

Internationale Kurzfilmtage Oberhausen 2009
- Lobende Erwähnung der Internationalen Jury

Miami International Film Festival
- Cutting the Edge Award – Special Mention

Black Maria Film and Video Festival
- Grand Prize